# Museo de Bellas Artes de Caracas

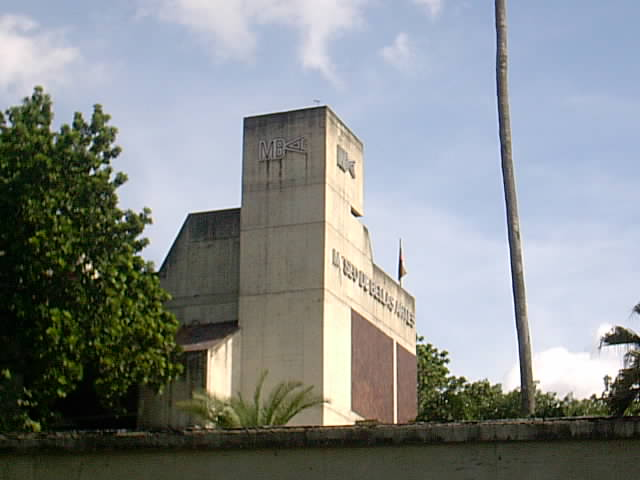
Museo de Bellas Artes

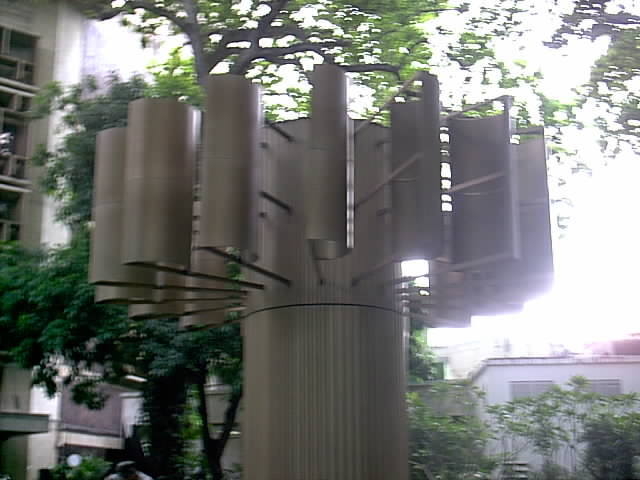
Estructura solar van Alejandro Otero in het beeldenpark

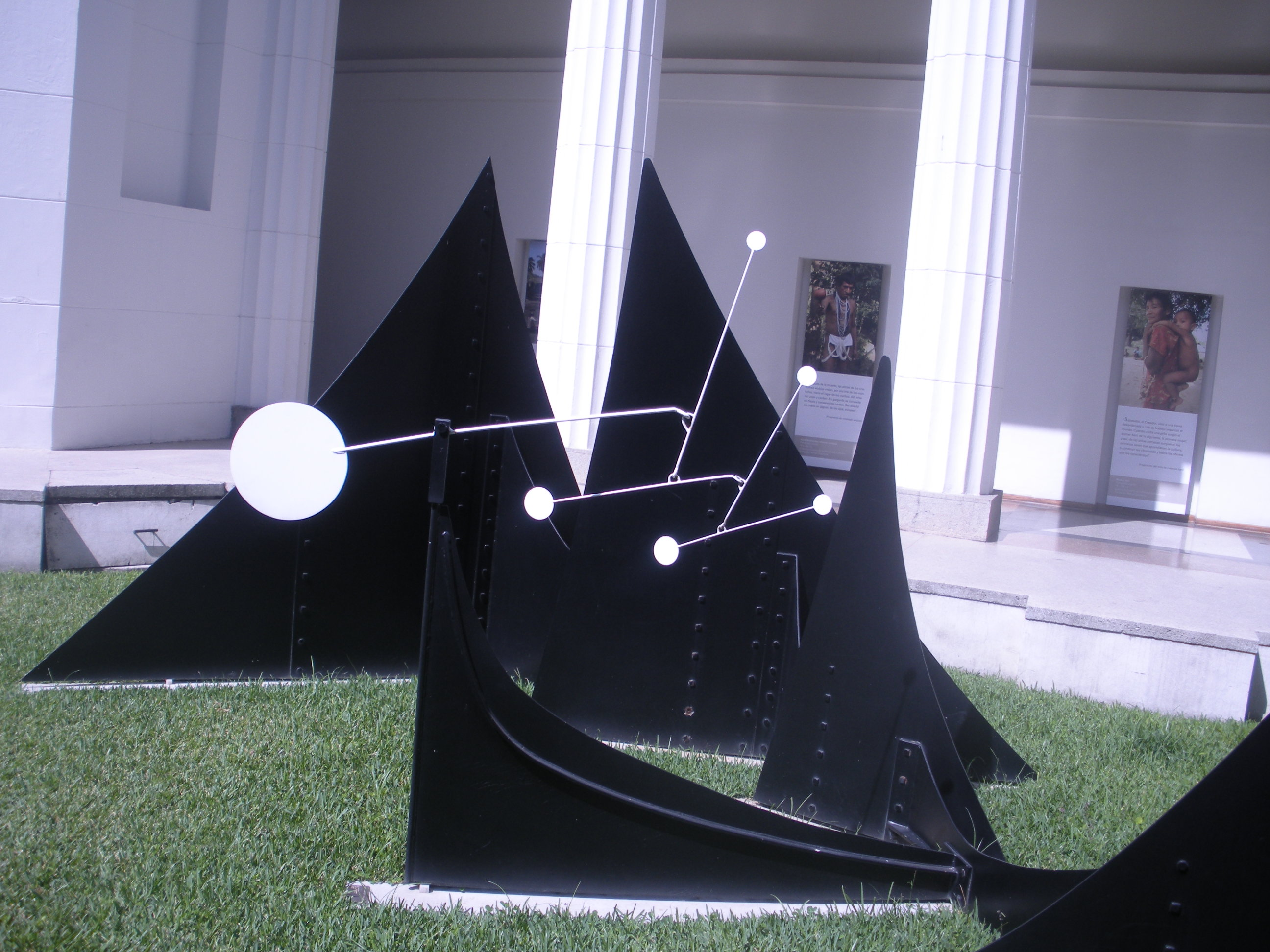
La Ciudad van Alexander Calder

Het Museo de Bellas Artes de Caracas (MBA) is een museum voor oude en moderne beeldhouwkunst in de Venezolaanse hoofdstad Caracas.

## Museum
Het museum is het oudste kunstmuseum van Venezuela, dat in 1917 werd gevestigd op het terrein van de Universidad Central de Venezuela en eigendom is van de Fundación Museo de Bellas Artes de Caracas. De oorspronkelijke vestiging is in 1938 ontworpen door de Venezolaanse architect Carlos Raúl Villanueva en gebouwd in de jaren '40 en is gelegen aan de Plaza Morelos/Parque Los Caobos.
In 1973 werd het nieuwe MAB geopend in een naastgelegen, eveneens door Villaneuva ontworpen, museumgebouw. Tot 1975 was de collectie oude en hedendaagse Venezolaanse kunst eveneens in het MBA gehuisvest. In dat jaar werd de collectie overgebracht naar het oorspronkelijke MBA gebouw, waarmee de Galería de Arte Nacional de Caracas (GAN), dat in 1976 voor het publiek werd opengesteld, een feit was.
Thans maakt het museum deel uit van de Fundación Museos Nacionales (FMN), waartoe onder andere behoren: het Museo de Ciencias de Caracas, de Galería de Arte Nacional de Caracas en het Museo de Arte Contemporáneo de Caracas.

## Collectie
Permanent worden geëxposeerd kunstwerken uit de vaste collecties:  
- Egyptische kunst
- Chinees keramiek
- Latijs-Amerikaanse kunst
- Europese en Noord-Amerikaanse kunst, alsmede kubistische en hedendaagse kunst
- Grafische werken
- Fotografie

## Beeldenpark
Het beeldenpark, de Jardín de Esculturas, met een oppervlakte van 7700 m² beschikt over een vaste collectie van Venezolaanse en internationale kunstenaars en is vrij toegankelijk voor het publiek.

### Collectie
- Harry Abend (Venezuela): Homenage a Miguel Arroyo (1974)
- Kenneth Armitage (Engeland): Pandarus (1964)
- Max Bill (Zwitserland): Plano doble (1948-1979)
- Alexander Calder (Verenigde Staten): La Ciudad (1960)
- Sergio de Camargo (Brazilië): A la lunar (1978)
- Luis Camnitzer (Uruguay): Epitafio (1995)
- Alberto Guzmán (Peru): Columna (ca. 1976)
- Dan Graham (Verenigde Staten): Two-way mirror glass pavillion (1995)
- Jacques Lipchitz (Frankrijk): Sacrificio III (1949-1957)
- Francisco Mariotti (Peru): Canto Cuántico. Usted va a acabar con todos los peces de este rio (1995-1996)
- Edgar Negret (Colombia): Andes (1980)
- Alejandro Otero (Venezuela): Estructura solar (1985)
- Alicia Penalba (Argentinië): Gran homenaje a César Vallejo (1974)
- Arnaldo Pomodoro (Italië): Rotante máximo IV (1969-1970)
- Carlos Rojas Gonzaléz (Colombia): Puerta (1992)